# Fleur Mellor
Fleur Mellor, född 13 juli 1936, är en före detta australisk friidrottare.
Mellor blev olympisk mästare på 4 x 100 meter vid olympiska sommarspelen 1956 i Melbourne.